# Linde AG
La Linde PLC (The Linde Group) con sede a Dublino è, con la Linde Gas e la Linde Engineering, un'azienda tedesca con sede legale in Irlanda e operativa nel Regno Unito nel settore dei gas tecnici.
Le azioni Linde AG sono quotate in Borsa in Germania, quotata al DAX di Francoforte, e a Zurigo.

## Storia

### 1871 - 1900

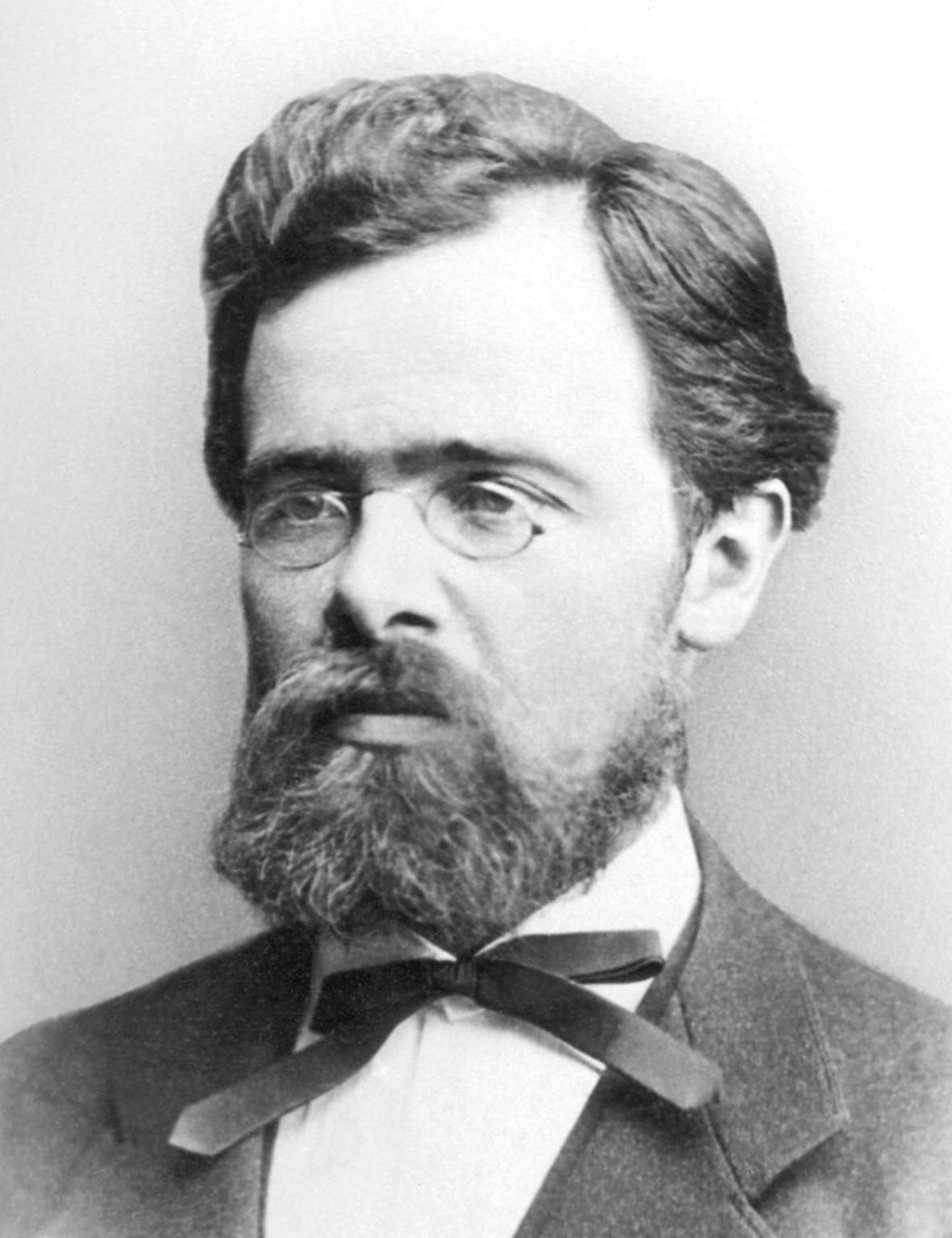
Il fondatore Carl von Linde nel 1872

Nel 1871 viene installata presso la Spaten-Brauerei di Monaco una macchina frigorifera di Carl von Linde.
Il contratto fu siglato nello stesso anno e il brevetto richiesto nel 1873. Il 21 giugno 1879, Carl von Linde assieme ad alcuni soci fonda la Gesellschaft für Lindes Eismaschinen Aktiengesellschaft presso Wiesbaden e lascia il posto di docente presso la Università tecnica di Monaco.
Dopo dieci anni di presidenza dell'azienda, Carl von Linde ritorna a fare il docente nel 1889 presso la TU.
Nel 1891 sviluppa il processo; Nel 1892 viene installato un impianto presso la Guinness.

### 1900 - 1976

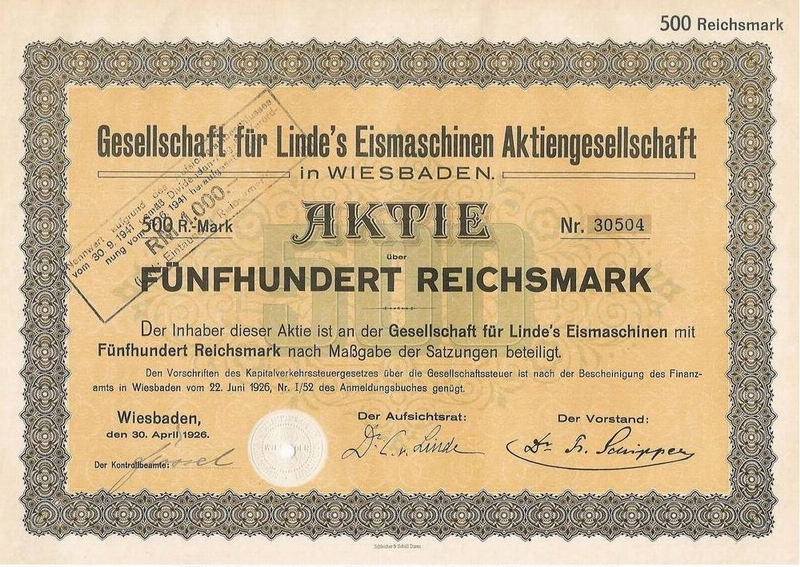
Cedola azionaria di macchina del ghiaccio Linde del 1926

Con il figlio Friedrich Linde, Carl von Linde sviluppò un metodo, con un impianto presente fino al 1903 nel distretto Pullacher Höllriegelskreuth. Il 15 febbraio 1904 venne fondata da Hugo Güldner, Carl von Linde e Georg von Krauss la Güldner-Motorenwerke presso Monaco. L'azienda fu inglobata nel gruppo Linde Eismaschinen nel 1929. Dal 1933 vennero prodotti piccoli motori Diesel, più tardi nel 1938 vennero prodotti Gasmotor e generatori, motori Diesel di grossa cilindrata e trattori. Nuovi prodotti furono realizzati nel 1956 presso Aschaffenburg, come la prima Hydrostatische Getriebe, applicata per la prima volta nel 1958 su un carrello elevatore.
La produzione di trattori segna perdite notevoli per l'azienda e viene deciso di dirottare le risorse per la produzione di carrelli elevatori: Il 21 marzo 1969 viene interrotta la produzione di trattori.
La Güldner precedentemente tentò di diversificare la produzione di trattori e motori Diesel, razionalizzandola e allargando l'offerta. Il gruppo Güldner dal 1958 ebbe una collaborazione con la Maschinenfabrik Fahr nel Baden. Nel 1961 la collaborazione finisce, subentrante la Deutz per i motori.
Nel 1969 inizia la produzione di trattrici stradali, trattori e carrelli elevatori. Nel 1973 viene acquistata la Still Gmbh, fondata da Hans Still ad Amburgo nel 1920; la prima produttrice di carrelli elevatori nel 1949. Nel 1974 inizia la produzione in Brasile e Australia. Nel 1977 inizia la collaborazionecon la Baker-Material-Handling Corporation di Cleveland, Ohio.
Nel 1976 diventa operativa la nuova organizzazione, dopo che Hermann Linde lasciò l'azienda, con a capo Hans Meinhardt. Lo storico dibattito sulla strategia aziendale fu sintetizzato nella frase del 125º anniversario: Alla grande, sentito dalla dirigenza aziendale di Hans Meinhardt, l'aver riconosciuto l'importanza economica del settore idraulico e dei carrelli elevatori.

### 1976 - 2003
Per la prima volta nella storia della Linde un commerciale ne diventa capo: nel 1980 Hans Meinhardt diventa presidente. Con una serie di acquisizioni – movimentazione materiali, gas tecnici e refrigerazione commerciale – triplica i dipendenti e quadruplica il fatturato. Prima aveva fatto parte del gruppo di lavoro Güldner, poi nella sede di Wiesbaden e infine nella fabbrica di Mainz-Kostheim, a Sürth presso Colonia e Höllriegelskreuth presso Monaco di Baviera sul modello organizzativo americano. Meinhardt non fu solo un manager determinato, anche uno stratega. Nel 1977 compra la Baker-Material-Handling Corporation di Cleveland, Ohio. Nel 1984 Linde vende Sürth alla Atlas Copco e crea la Fenwick-Linde S.A.R.L. Nel 1985 deve Linde reagire contro un tentativo di acquisizione da un ramo B.O.C. (VS-Protokoll del 29 maggio 1985). Nel 1989 concentra nel WGA-Gruppe tutte le aziende di carrelli elevatori, infine la Lansing. Nel 1993 a Xiamen (Cina) crea una joint-venture con il secondo costruttore di carrelli elevatori.

### 2001 Brevetto per monossido di azoto
Nel 2001 acquisisce con la Aktiebolaget Gas-Accumulator (AGA) dei brevetti per l'utilizzo in campo medico del monossido di azoto. Commercializzato come INOmax, una miscela di gas, di 100 bzw. 800 (negli USA) o 400 ppm (in EU) di monossido di azoto (NO), valido nella cura neonatale in caso di alta pressione sanguinea nei polmoni (insufficienza respiratoria).
Come esclusiva licenziataria dei brevetti della società sorella INO Therapeutics INOmax negli USA e dal 2002 anche in Europa. Queste miscele di monossido di azoto derivano come sottoprodotto industriale e sono stati brevettati da Linde e usati in diversi ambiti. Il brevetto esclusivo per l'impiego delle miscele di monossido di azoto in ambito medicale per insufficienze polmonari furono usate nel 1997 al General Hospital Corp. Il brevetto europeo richiesto dalla Air Products & Chemicals nel 1998, è stato respinto dall'ufficio brevetti europeo il 19 febbraio 2001. Tuttavia la Products & Chemicals e a seguire anche Air Liquide hanno presentato ricorso, anche per il seguente fatto storico: dopo le indicazioni della Universitätsklinikum Heidelberg iniziate nell'autunno del 1991, sull'utilizzo dell'inalazioni di gas inerti come monossido di azoto. Il brevetto per l'uso di NO venne richiesto in dicembre 1991, così anche l'uso era già noto a Heidelberg e altrove.
Da qui scaturirono i risvolti giudiziari sui brevetti. Dopo la disputa dei brevetti Linde AG ha il monopolio di tali gas. A seguito della pressione dell'opinione pubblica sulla commercializzazione del suo prodotto INOmax da parte del Gruppo Linde, e a seguito di un appello di Air Products & Chemicals e Air Liquide, il 17 novembre 2004 l'Ufficio Brevetti Europeo ha dichiarato il brevetto di Linde per l'uso dell'ossido nitrico per i disturbi della funzionalità polmonare inefficace.
Secondo gli analisti la parte più grande dei ricavi in USA deriva da INOmax. Nel primo quadrimestre del 2004 in Europa la INOmax fattura 8 milioni di Euro. Nel 2003 Linde con l'intera offerta di gas medicali fattura 104 milioni di Euro, con il 90% negli USA. Anche negli USA Linde è l'unico fornitore del prodotto.

### Dal 2004
Nel 2004 la Linde Kältetechnik viene acquisita dalla Carrier Corporation, con la successiva chiusura due anni più tardi degli impianti di Mainz-Kostheim.
Nel 2008 la sede storica di Wiesbaden viene spostata a Monaco con il nuovo nome di The Linde Group.

## SettoriThe Linde Group

### Divisione gas

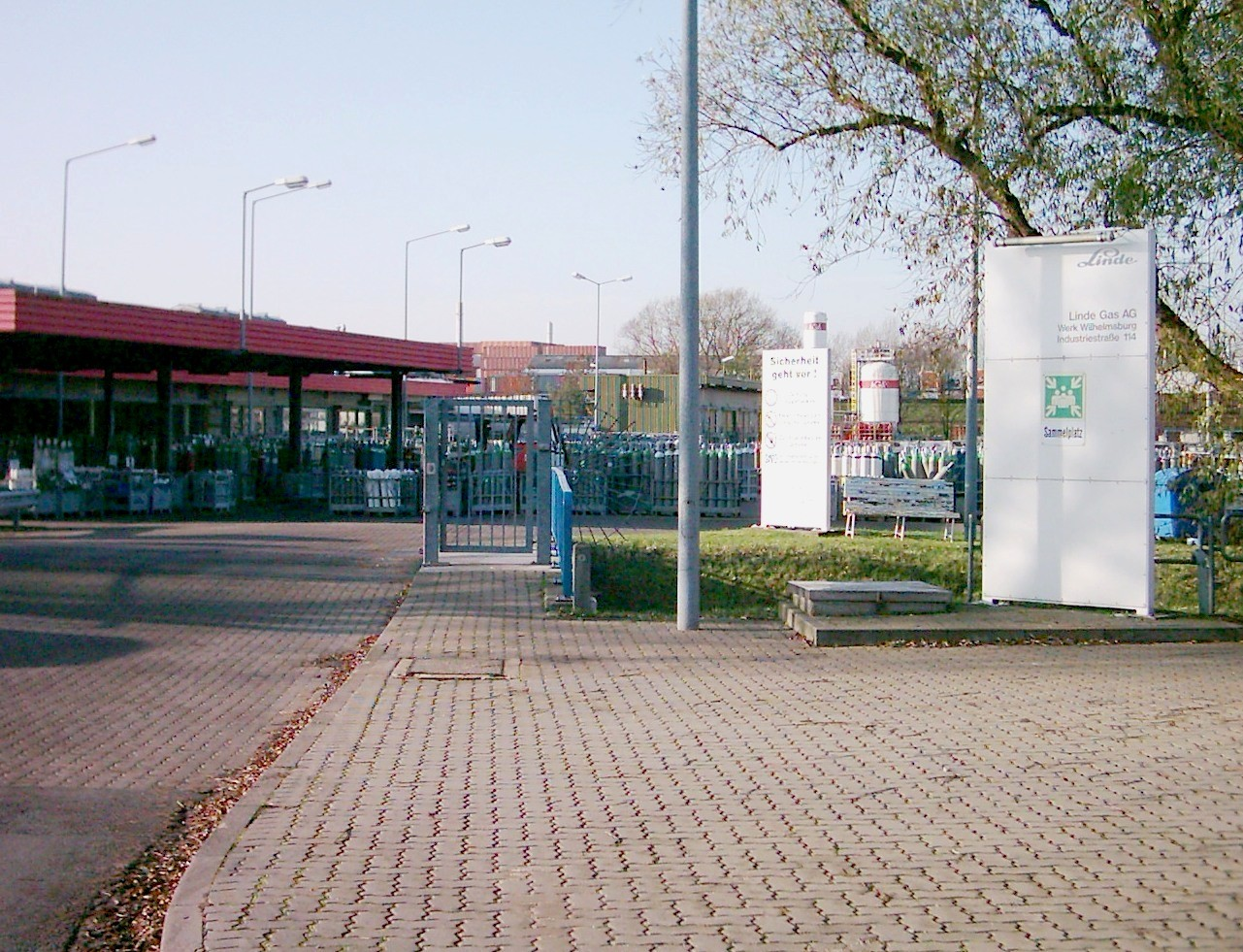
La fabbrica Linde Gas a Hamburg-Wilhelmsburg
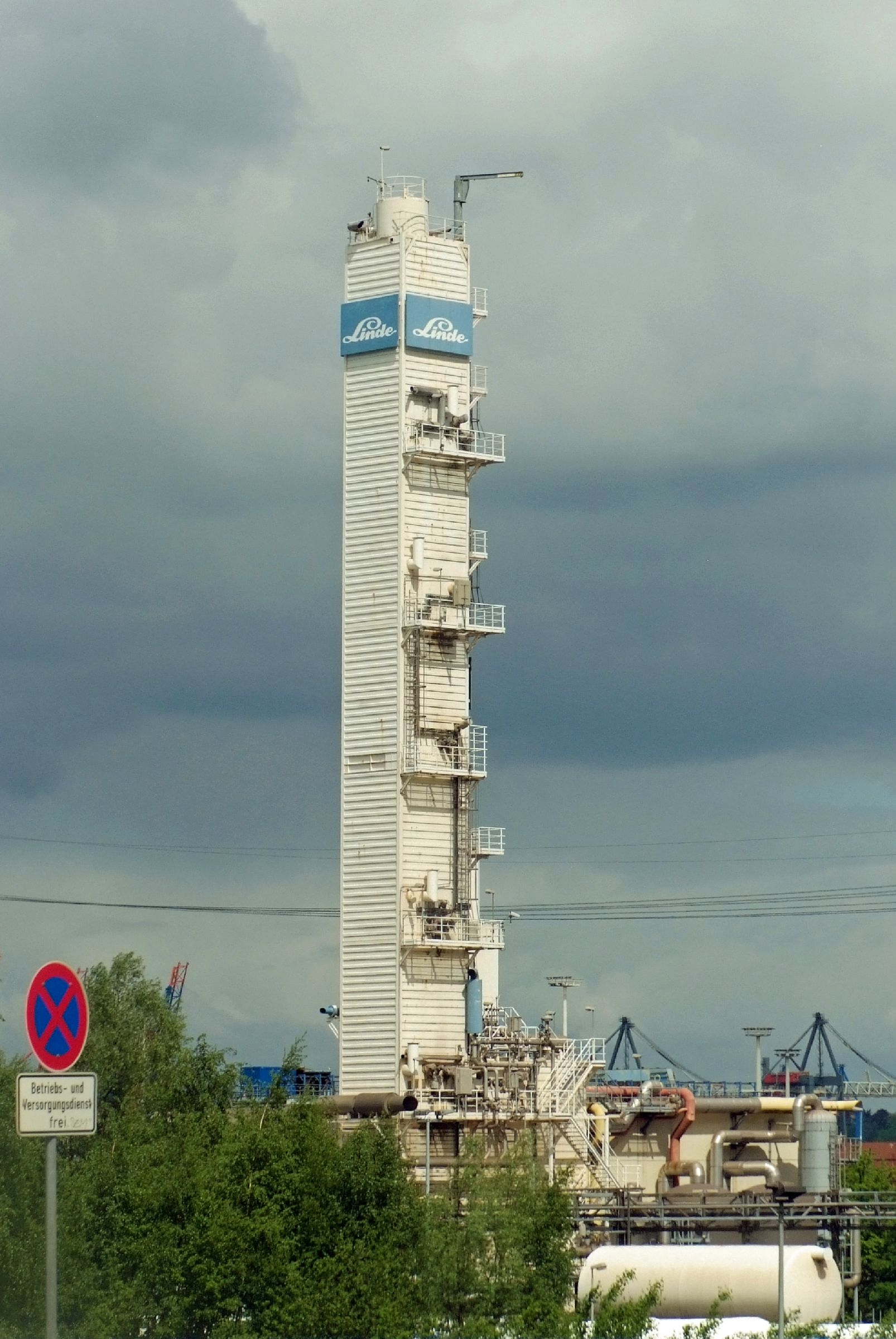
Linde Gas, Hamburg-Wilhelmsburg
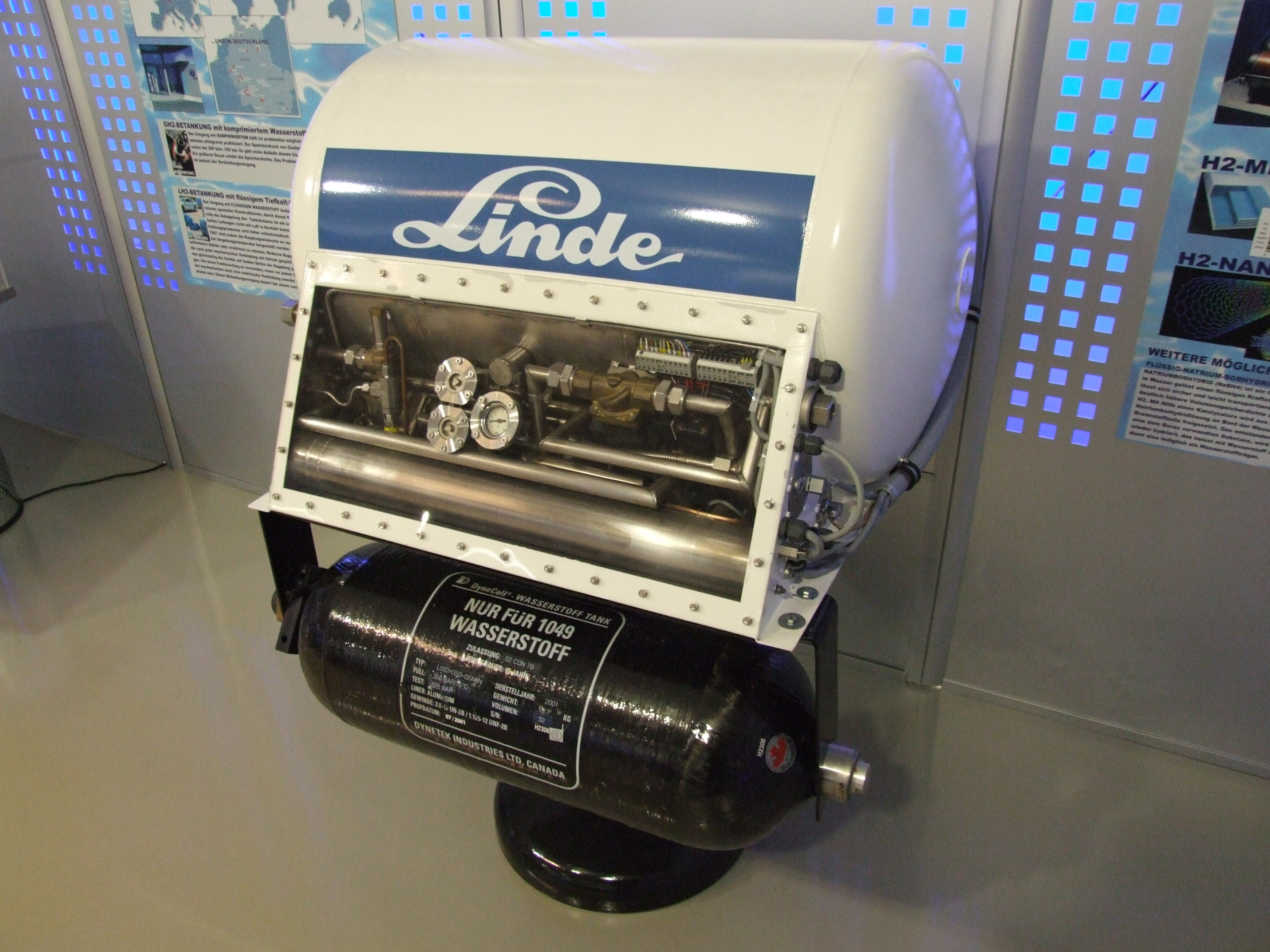
Serbatoi per LNG
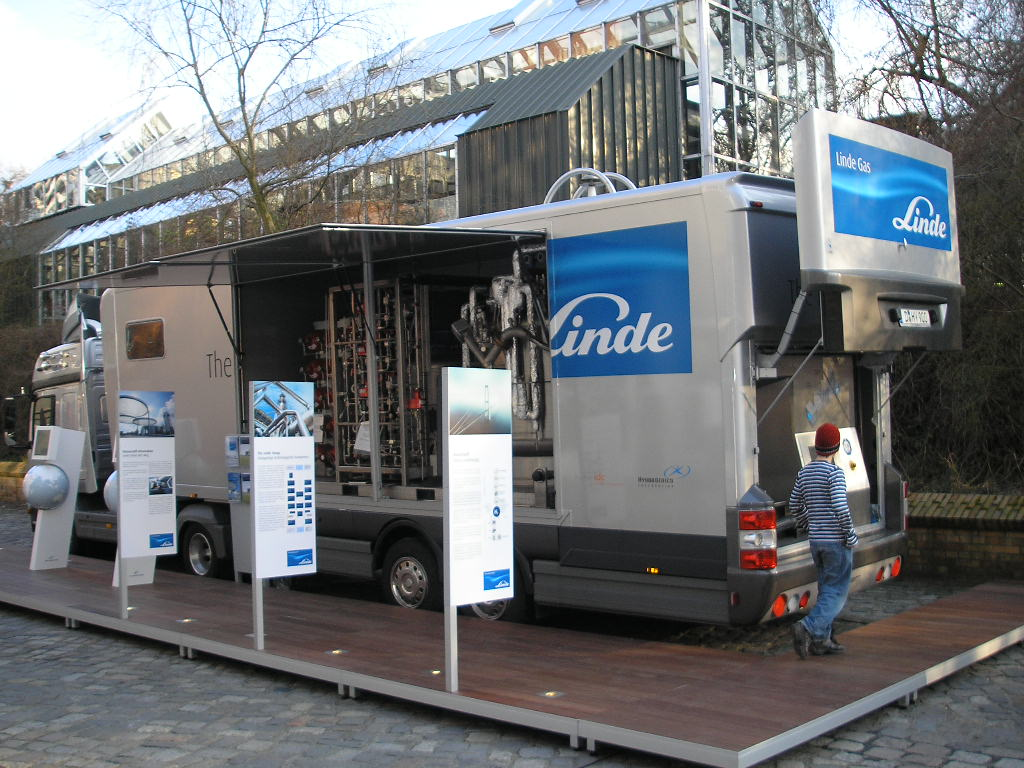
Serbatoio per idrogeno

Dopo la unificazione tedesca del 1990 Linde investe nell'est Europa e acquisisce numerose società in ambito gas. Linde acquisisce la divisione Technische Gase della Leunawerke a Leuna. Nel 1991 acquisisce la maggioranza delle azioni della cecoslovacca Technoplyn a.s. e la totalità della società nel 1995. Nel 1992 viene aumentata la quota azionaria nella società olandese, già partecipata dal 1974, W.A. Hoek's Machine- en Zuurstoffabriek NV con oltre il 60% delle azioni. Nel 1993 viene inaugurato il più grande centro al mondo di gas della Linde a Leuna. Linde acquisisce lo stesso anno al italiana Caracciolossigeno s.r.l. Nel 1997 viene creato un consorzio con Linde a capo per quindic anni in Messico con la compagnia petrolifera Pemex per la fornitura di azoto. Linde costruisce i più grande impianto di liquefazione di aria del mondo. L'impianto costa 150 mln di US$. Linde acquisisce la Air Products GmbH di Salisburgo per la fornitura di idrogeno in Austria e costruisce l'impianto di produzione di anidride carbonica in Austria.
Linde e la AGA AB (Lidingö) si uniscono per la costruzione di impianti per il trattamento dell'aria, idrogneo e monossido di carbonio.
Nel 1998 Linde fornisce la Mitteldeutsche Erdoel-Raffinerie GmbH (MIDER) a Leuna con gas tecnici. Con la francese Elf Aquitaine viene prodotto idrogeno, ossigeno e azoto. Nel 1999 dalla Union Carbide Linde acquisisce i diritti per il marchio Linde negli USA riuscendo ad avere così un unico marchio a livello mondiale.
Nel 2006 Wolfgang Reitzle per Linde acquisisce al britannica BOC per 12,4 miliardi di Euro. Il finanziamento avviene con la vendita della Linde Material Handling (LMH, ora Kion Group).
Nel 2007 Linde per 92 milioni di Euro acquisisce al turca Birlesic Oksijen Sanayi AS. Nello stesso anno vende la polacca The BOC Group alla americana Air Products. Air Products paga 370 milioni di Euro.
La Linde Gas rimane leader mondiale nei gas medicali e tecnici. Nel 2011 conta 39.031 dipendenti e fattura 11,061 miliardi di Euro e risultato operativo di 3,041 miliardi di Euro.
La Linde Gas Therapeutics GmbH, fino al 2004 sotto la firma AGA Linde Healthcare GmbH & Co. KG.
nelle aree di applicazione dei gas tecnici e medicali, alimentari (raffrescamento e congelamento di alimenti con azoto e diossido di azoto), confezionamento di alimenti in atmosfera controllata, industria chimica, metallurgica, gomma plastica, costruzioni e industria metalmeccanica.
Una società controllata della Linde fu la catena di lavanderie Fred Butler (Cleaning Enterprises), con metodo alternativo di lavaggio Linde a CO2. La catena fondata nel 2006 viene da Linde chiusa nel 2011.

### Engineering
La sede tecnica Linde Engineering è a Höllriegelskreuth presso Monaco di Baviera. La precedente designazione 'Gesellschaft für Linde's Eismaschinen AG' fu cambiata negli anni'60 in Linde AG e la designazione dell'unità produttiva degli impianti fu TVT, sede delle basse temperature e dell'ingegneria di processo.
Negli anni '60 gli impianti furono sotto la presidenza di Hermann Linde sviluppati in modo massiccio nell'ambito della petrolchimica, con soluzioni, sia in bassa che in alta temperatura. Con oltre 1.500 brevetti e oltre 3.500 impianti realizzati in tutto il mondo la Linde Engineering fu ai vertici mondiali.
L'offerta comprende consulenze, vendite e soluzioni su misura di grandi impianti, progettazione e installazioni in tutto il mondo fino al monitoraggio dell'impianto durante il funzionamento, consegna, costruzione e montaggio.
Con Linde Engineering operano circa 4.500 persone in una dozzina di sedi nel mondo. Nel 2009 vi furono 5.716 dipendenti con un fatturato di 2.311 milioni di Euro. Una società sorella è la Linde Engineering Dresden GmbH (LEDD).
Le sedi in Germania sono Schalchen e Höllriegelskreuth. Costruzione e montaggio sono nei locali paesi di destinazione degli impianti.
Per i seguenti ambiti vi sono impianti realizzati o programmati:
- chimica e petrolchimica
- idrogeno e gas di sintesi
- serbatoi ad assorbimento
- trattamento gas
- trattamento gas naturale (metano)
- LNG - gas naturale liquefatto
- decomposizione dell'aria
- criogenia
- serbatoi
- farmaceutica
- precessi di raffinazione

#### Combustibili alternativi
Una cooperazione con la norvegese Statoil vede impiegati gli impianti LNG, per la trasmissione del calore, su piattaforme petrolifere. Permette il flusso di gas metano direttamente dai pozzi. Assicura la rete gas fino a regioni marittime lontane.

## Settori

### Material Handling

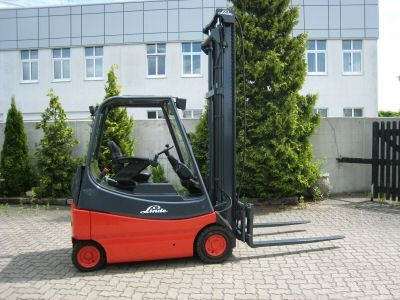
Carrello elevatore elettrico Linde E20

Linde aveva fino al 2006 il controllo della „Linde Material Handling“ (LMH) nell'ambito della logistica; tra i quali il marchio Linde nei carrelli elevatori. Il marchio si è fuso con la Still e la OM Pimespo.

### Tecnica del freddo
La antica divisione della tecnica del freddo risale alla fondazione della stessa Linde. La firma commerciale era Lindes Eismaschinen AG. Nel 1996 il controllo della divisione, viene acquisito da Frigorex AG di Lucerna, della svizzera Sulzer AG di Winterthur. Nel 2003 raggiunge i 6361 dipendenti a livello mondiale con 866 milioni di Euro. Nel 2004 diviene leader del mercato europeo per la tecnica del freddo in ambito alimentare. Nel 2006 viene chiusa la fabbrica di Mainz-Kostheim, così da allora nessun apparecchio refrigerante ha marchio Linde.